# Злочин у високим круговима
Злочин у високим круговима је амерички трилер филм из 2002. године. Главне улоге играју: Ешли Џад, Џејмс Кавизел и Морган Фриман.

## Радња
Успешна адвокатица Клер Кубик (Ешли Џад) живи са супругом Томом (Џејмс Кејвизел). Након неуспелог покушаја пљачке њихове куће, ФБИ хапси њеног мужа. Под својим ранијим именом Роналд Чепман, оптужен је за убијање салвадорских цивила 1988. године. Чепмен је служио у америчком маринском корпусу и био је у бекству дванаест година.
Том признаје своју умешаност у операцију која је довела до убистава цивила за које је оптужен. Међутим, он тврди да је невин и да је постао жртвено јагње јер је само он могао да идентификује оне који су заиста починили убиства.
Клер је спремна да брани свог мужа на војном суду. Помаже јој Чарли Грајмс (Морган Фриман), бивши војни адвокат који се љути на војни врх. Игром случаја почињу да откривају покриће једног од највиших официра. Кључни сведоци су умрли. А Клерина каријера и њен живот су у опасности.

## Улоге
| Глумац               | Улога                          |
| -------------------- | ------------------------------ |
| Ешли Џад             | Клер Чапман                    |
| Морган Фриман        | Чарли Гримс                    |
| Џејмс Кавизел        | Рон Чапман/Том Кјубик          |
| Адам Скот            | први поручник Теренс Ембри     |
| Аманда Пит           | Џеки Грималди                  |
| Брус Дејвисон        | бригадни генерал Бил Маркс     |
| Том Бауер            | специјални агент ФБИ-ја Малинс |
| Хуан Карлос Ернандез | мајор Хаиме Ернандез           |
| Мајкл Гастон         | мајор Валдрон                  |
| Џуд Чиколела         | пуковник Фарел                 |
| Емилио Ривера        | човек из Салвадора             |
| Мајкл Шенон          | Трој Абот                      |
| Џон Билингсли        | тренер за детектор лажи        |
| Дендри Тејлор        | Лола                           |
| Пола Џеј Паркер      | Грејси                         |